# Ставищанська сільська рада
49°56′41″ пн. ш. 26°24′01″ сх. д. / 49.94472° пн. ш. 26.40028° сх. д.

Ставищанська сільська́ ра́да — колишній орган місцевого самоврядування, територія якої відносилась до складу Білогірського району Хмельницької області, Україна. Центром сільради є село Ставищани. Рада утворена у 1991 році. Ліквідована у 2018 році і приєднана до Білогірської селищної громади.

## Основні дані
Сільська рада була розташована у західній частині Білогірського району, на північний захід від районного центру Білогір'я, на кордоні із Тернопільською областю.
Населення сільської ради становило — 1 221 особа (2001). Загальна площа населених пунктів — 6,25 км², сільської ради, в цілому — 47,66 км². Середня щільність населення — 25,62 осіб/км².

### Населення
Зміна чисельності населення за даними переписів і щорічних оцінок:
| Роки      | 1986  | 2001   | 2009  | 2010  | 2011  |
| --------- | ----- | ------ | ----- | ----- | ----- |
| Населення | 1 870 | ▼1 221 | ▼1035 | ▼1017 | ▼1004 |

## Адміністративний поділ
Ставищанській сільській раді підпорядковується 4 населених пункти, села:
- Ставищани
- Баймаки
- Кащенці
- Ліски

## Господарська діяльність
Основним видом господарської діяльності населених пунктів сільської ради є сільськогосподарське виробництво. Воно складається із фермерських господарств «Вільний селянин», «Вільний селянин» (д/п «Обрій»), «Серпанок-Т», «Мир», «Віжан», «Борис», «Фрізант», «Тера-ОРМС», ПМП «Ветсервіс», фермерських (одноосібних) та індивідуальних присадибних селянських господарств. Основним видом сільськогосподарської діяльності є вирощування зернових (пшениця, ячмінь, жито, кукурудза), технічних культур; допоміжним — вирощування овочевих культур та виробництво м'ясо-молочної продукції.
На території сільради працює три магазини, загально-освітні школи: I–III ст. та I ст., дитячий садок, сільський клуб, лікарська амбулаторія, фельдшерсько-акушерський пункт (ФАП), Ставищанське поштове відділення, АТС, млин, газопроводів — 16,28 км.

## Автошляхи та залізниці
Протяжність комунальних автомобільних шляхів становить 12,3 км, з них:
- із ґрунтовим покриттям — 12,3 км.

Протяжність автомобільних шляхів загального користування — 26,9 км:
- із твердим покриттям — 26,9 км;

Найближчі залізничні станції: Суховоля (смт Білогір'я) та Вільшаниця (с. Вільшаниця), розташовані на залізничній лінії Шепетівка-Подільська — Тернопіль.

## Річки
Територією сільської ради протікає річка Кума (18 км), права притока річки Вілії (басейн Горині).